# Jean Pourtal de Ladevèze
Pour les articles homonymes, voir Ladevèze.
Jean Pourtal de Ladevèze est un poète français né le 28 novembre 1898 à Lorient et mort le 27 octobre 1976 à Nîmes, après une courte maladie. Il a été inhumé au cimetière Saint-Baudile de Nîmes, dans le tombeau de sa famille maternelle.

## Biographie
Son père, médecin de la marine, est en résidence militaire à Lorient lors de sa naissance, mais il est issu d'une famille languedocienne. 
Il fait ses études à Nîmes et à Montpellier, et fait un court stage au barreau de Nîmes[réf. souhaitée]. Puis il s'installe au barreau de Paris.
Ses premiers poèmes paraissent en 1925 au Mercure de France où il succède à André Fontainas comme critique des lettres poétiques.
Il est d'abord influencé par Mallarmé, Jean Moréas, Henri de Régnier, puis par Paul Valéry, et enfin par son ami Fontainas. 
Jean Pourtal de Ladevèze est proche d'Henri Martineau, et ainsi fait partie du groupe lié à la revue littéraire Le Divan, où la majorité de ses œuvres sont publiées. Il est aussi ami avec Roger Dévigne.

## Œuvre
Prose
- Le Déboire (Jo Fabre, Nîmes) 1925

Poésie
- Fragments (Le Divan, Paris) 1927
- Desseins (Le Divan) 1928
- Jeu (Le Divan) 1929
- Le Secret des heures mortes (Le Divan) 1930
- Musicienne du silence (Ed. Bételgeuse, Nice) 1931
- Lourde rose nocturne (Le Divan) 1932
- Si les feux d'astres morts... (Le Divan) 1933
- A l'amitié des jours anciens (Le Divan) 1934
- Sur les balcons du ciel (Le Divan), 1936, prix Moréas 1936
- D'un mirage secret (Le Divan) 1937
- Perspectives de songes (Le Divan) 1938, prix Artigue de l'Académie Française en 1939
- Quand l'ombre est rouge sous les roses (Le Divan) 1939
- Cendre des roses et des jours (Le Divan) 1942, prix Paul Verlaine de l'Académie Française
- Reflets dans un cristal (Le Divan) 1943, prix d’Académie de l'Académie Française
- Stances (Librairie Garnier Frères) 1946, prix Artigue de l'Académie Française en 1947
- Poursuite d'une ombre (Les bibliophiles alésiens) 1948, prix Jules-Davaine de l'Académie Française
- Images de la solitude (Le Divan) 1952, prix Jules Davaine de l'Académie Française
- Présences (Le Divan) 1953
- Couleurs des jours et des regrets (Le Divan) 1954
- D'une flûte d'argent éveilleuse d'écho (Le Divan) 1956
- Auréole de l'invisible (Le Divan, 37 rue Bonaparte) 1959, prix Jean-Bouscatel de l'Académie française en 1960
- La Mesure du temps (Le Divan) 1961, prix Claire-Virenque de l’Académie française en 1962
- De Jaspe et d'Onyx (Le Divan) 1963
- Passages d'ombre (Le Divan) 1964
- Les Fruits secrets du silence (Le Divan) 1965
- Harmonieuse solitude (Le Divan) 1967
- La Frontière ambiguë (Le Divan) 1969, prix Paul-Labbé-Vauquelin de l’Académie française
- Insidieusement (Le Divan) 1969
- Les Grains de la grenade (Le Divan) 1970
- L'Enchantement des jours (Le Divan) 1971
- Et ce divin laurier des âmes exilées (Le Divan) 1973, prix Archon-Despérouses de l’Académie française
- Concert de chambre (Le Divan) 1974
- De la source azurine (Le Divan) 1975
- Saison retrouvée (Le Divan) 1976
- Œuvres posthumes (Imprimerie Bene, Nîmes) 1981

## Prix et distinctions

### Académie française
- Prix Artigue en 1939 et 1947
- Prix Paul Verlaine en 1942
- Prix d'Académie en 1944
- Prix Jules-Davaine en 1949, 1952 et 1955
- Prix Jean-Bouscatel en 1960
- Prix Claire-Virenque en 1962
- Prix Paul-Labbé-Vauquelin en 1969
- Prix Archon-Despérouses en 1973

### Autres
- Prix Jean Moréas en 1936